# Ula fulva
Ula fulva är en tvåvingeart som beskrevs av Alexander 1950. Ula fulva ingår i släktet Ula och familjen hårögonharkrankar.
Artens utbredningsområde är Myanmar. Inga underarter finns listade i Catalogue of Life.